# Рядовка сросшаяся
Рядо́вка сро́сшаяся, также лиофи́ллум сросшийся (лат. Leucócybe connáta) — вид грибов, включённый в род Leucocybe, ранее относимый в состав рода лиофиллум (Lyophyllum).

## Описание

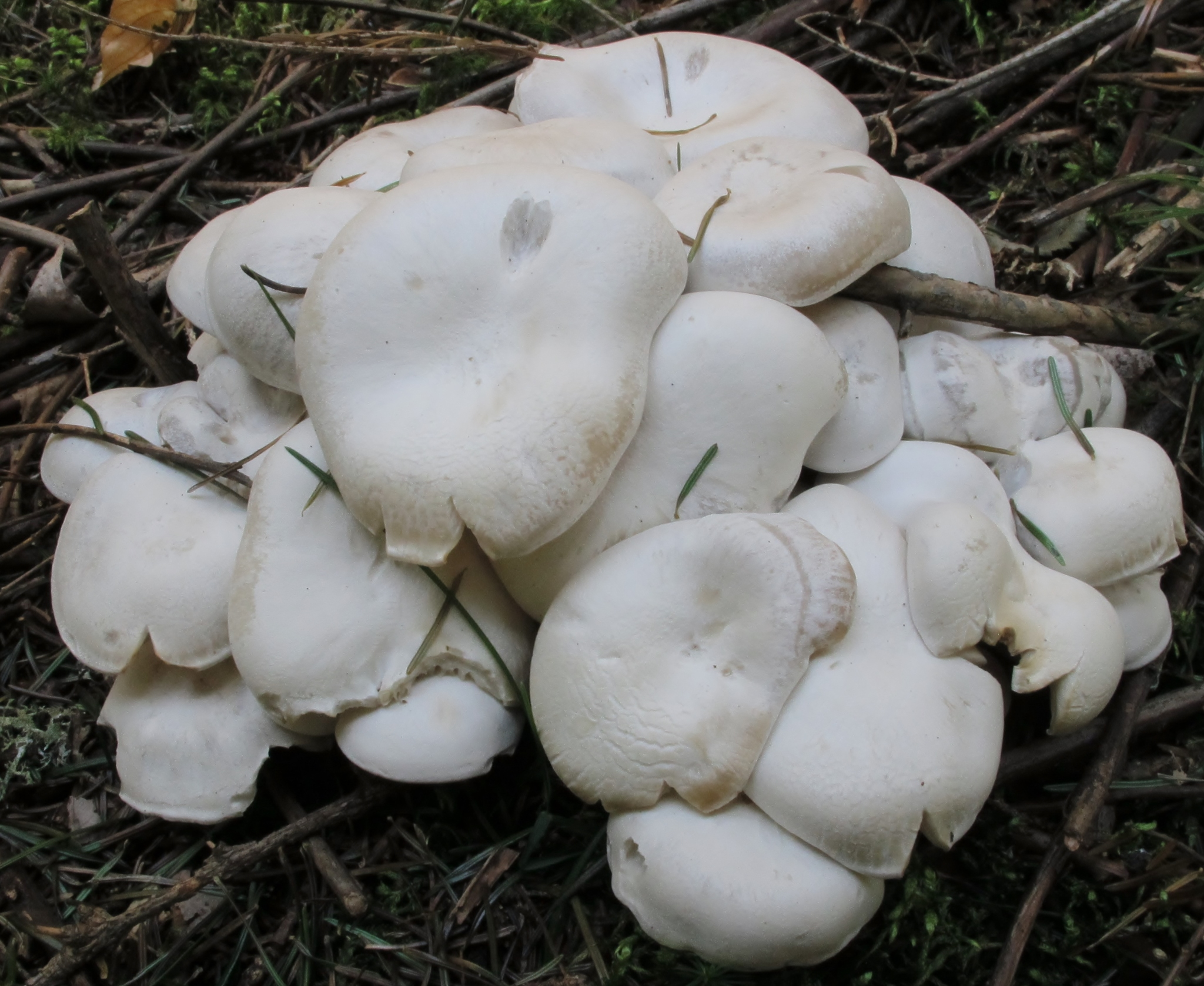

Наземный пластинчатый шляпконожечный гриб без покрывала (с гимнокарпным типом развития). Шляпка взрослых грибов 3—8(15) см в диаметре, у молодых грибов выпуклая, затем плоско-выпуклая, сухая и гладкая, чуть бархатистая, белого цвета, во влажную погоду иногда с едва заметным синеватым или серовато-оливковым оттенком. Край шляпки подвёрнут, у взрослых грибов часто волнистый. Пластинки гименофора умеренно частые, широко приросшие к ножке или слабо нисходящие на неё, с цельным краем, белые или кремовые, у старых грибов иногда бледно-желтоватые.
Мякоть белая, эластичная, с запахом и вкусом, напоминающими огуречный либо мучной. При контакте с 10%-ным раствором железного купороса сначала становится сине-фиолетовой, затем розовой.
Ножка до 5—8(12) см в длину, около 0,5—2 см в толщину, цилиндрическая или сплюснутая, слабо бархатистая, волокнистая, с возрастом становится полой, белая. Основания ножек часто срастаются, образуя подобие общего клубенька.
Споровый отпечаток белого цвета. Споры 5—7×3—4,5 мкм, эллиптической формы, с гладкой поверхностью, с масляными капельками.

### Сходные виды
От беловатых видов рода Говорушка, также произрастающих в лесах (в частности, говорушки листолюбивой) отличается более мясистой мякотью и произрастанием тесными группами. От ивишня отличается желтовато-кремовыми, а не розовыми пластинками взрослых грибов и мясистостью.

## Токсичность
Рядовка сросшаяся обычно считается съедобным грибом, однако в настоящее время нередко причисляется и к несъедобным и даже ядовитым видам. Случаи отравления, вызванные грибом, неизвестны. В 1984 году из гриба выделено содержащееся в нём в значительном количестве алифатическое азоксисоединение лиофиллин, предположительно (ввиду сходного строения с элайомицином и метилазоксиметанолом) способное оказывать мутагенное и канцерогенное действие. Также в 1984 году в грибах обнаружена производная гидроксимочевины N-гидрокси-N',N'-диметилмочевина, возможно, являющаяся ингибитором синтеза ДНК. Эти вещества не разрушаются при тепловой обработке.

## Экология
Произрастает большими тесными группами на земле или на гниющем опаде, изредка на зарытой гниющей древесине на обочинах дорог, на лугах, в лиственных и хвойных лесах.

## Таксономия

### Синонимы
- Agaricus connatus Schumach., 1803 : Fr., 1821basionym
- Agaricus hebepodius Fr., 1821
- Clitocybe connata (Schumach.) Gillet, 1874
- Clitocybe connata var. hebepodia (Fr.) Sacc., 1887
- Gyrophila connata (Schumach.) Quél., 1886
- Lyophyllum connatum (Schumach.) Singer, 1939
- Tricholoma connatum (Schumach.) Ricken, 1915